# Ледача Сьюзен

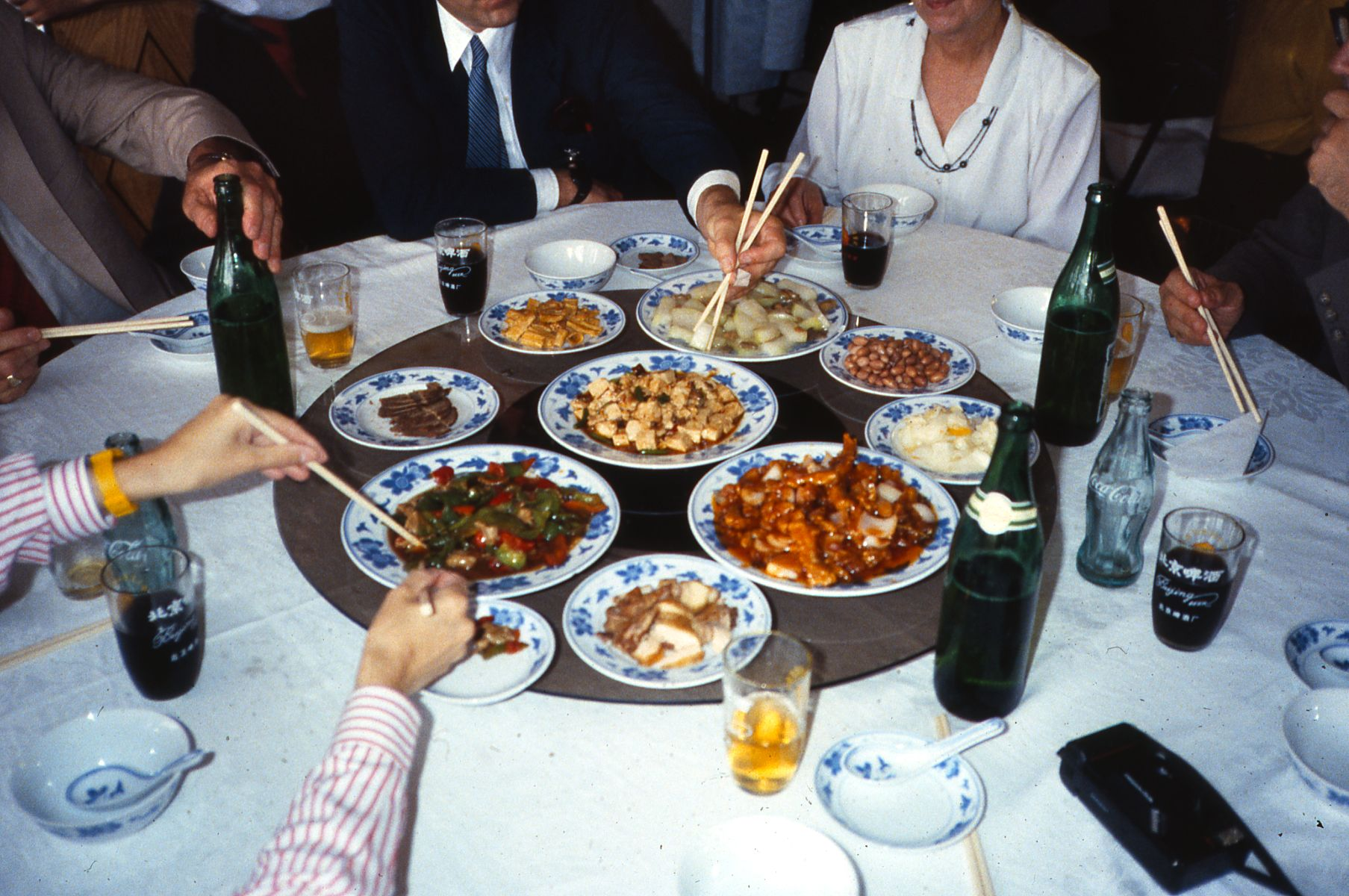
Ледача Сьюзен у китайському ресторані

«Ледача Сьюзен» (Lazy Susan) це поворотний столик (обертова таця), розміщений на столі для зручного доступу до їжі. Можуть виготовлятися з різних матеріалів, але зазвичай це скло, дерево або пластик. Поширені в китайських ресторанах в США, «Ледачі Сьюзан» не є китайсько-американським винаходом. Китайською мовою вони відомі як餐桌转盘 (трад. 餐桌轉盤) (піньїнь cānzhuō zhuànpán).

## Історія
Пояснення англійської назіви «Ледача Сьюзен» втрачено в історії.  Народна етимологія стверджує, що це американський винахід. Фольклорна версія така, що Томас Джефферсон винайшов пристрій, який був відомий як «dumbwaiter» («імітація офіціанта»), для своєї дочки Сьюзен. Незалежно від походження назви, до 1917 року її рекламували у журналі Vanity Fair як «обертовий сервер Овінгтона з червоного дерева за 8,50 доларів або Ледачу Сьюзен», але цей термін використовувався ще до реклами та, ймовірно, до виникнення США як країни.

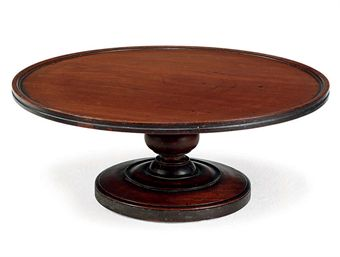
Буфет з червоного дерева епохи Георга III (прибл. 1780), проданий на аукціоні Крістіз у Лондоні за 3900 доларів 20 січня 2010 року

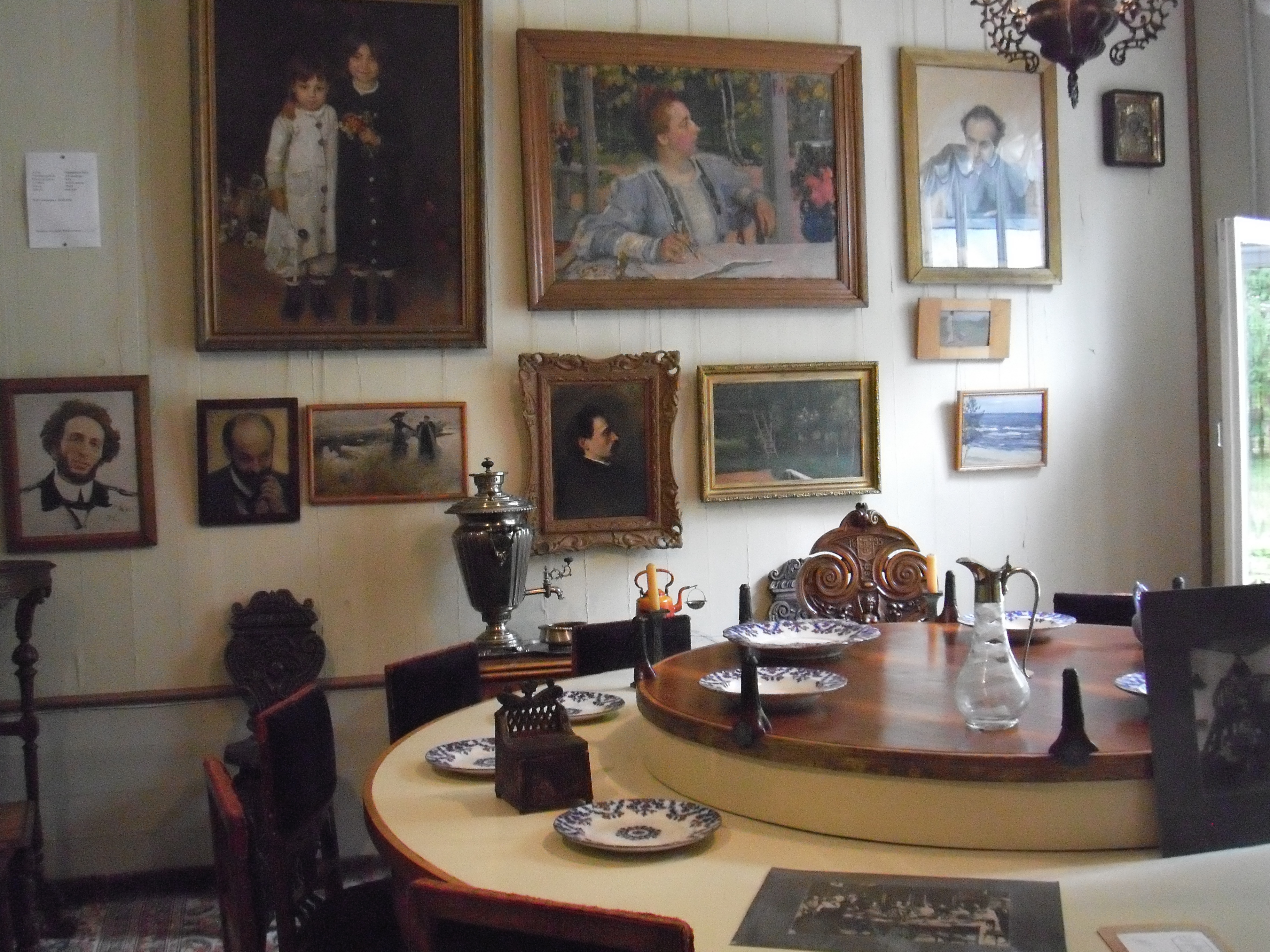
Обертова серветка в «Пенатах», маєтку художника Іллі Рєпіна в Куоккалі. Виготовлений у 1909 році фінським теслею Ікахайненом.

## Інше використання
Термін «Lazy Susan» в англійській мові нечасто використовується для набагато старіших гончарних кругів і пов’язаних із ними роботах, таких як скульптура, моделювання, ремонтні роботи тощо.

## Зовнішні посилання
- Вікісховище має мультимедійні дані за темою: Ледача Сьюзен